# انتال سيرب
أنتال سيرب (ولد في 1 مايو 1901 في بودابست، قتل في 27 يناير 1945 في بالف)، كان باحثاً وكاتباً مجرياً، يعد واحداً من أهم الكتاب الهنغاريين في القرن العشرين.

## حياته ومسيرته المهنية
وُلد سيرب عام 1901 في بودابست لأسرة من أصول يهودية، إلا أنه عٌمّد في الكنسية الكاثوليكية. درس الهنغارية والألمانية وبعدها الإنجليزية، وحصل عام 1924 على شهادة الدكتوراه من جامعة غراتس، وعاش في الأعوام 1924 إلى 1929 في فرنسا وإيطاليا، كما عاش في لندن الأعوام 1929 و1930.
نشر وهو طالب مقالات عن جورج تراكل وستيفان جورج، وسرعان ما اكتسب سمعة طيبة بصفته باحثاً أدبياً، وكتب دراسات معمقة عن وليام بليك وهنريك إبسن، وأعمالاً نقدية أخرى. انتخب عام 1933 رئيساً للأكاديمية الأدبية المجرية وهو في سن الثانية والثلاثين فقط.
نشر عام 1933 روايته الأولى "أسطورة بيندراغون (بالإنجليزية: The Pendragon Legend) التي تدور أحداثها حول تجربته الشخصية في العيش في بريطانيا). وأتبعها في العام التالي بروايته الثانية "رحلة في ضوء القمر" (بالمجرية: Utas és holdvilág) وحوّلت عام 1937 إلى فيلم سنمائي يحمل نفس العنوان. عُيّن عام 1934 أستاذاً للآداب في جامعة سيغد، وحصل مرتين على جائزة باومغارتن في عامي 1935 و 1937. ترجم سيرب عدة أعمال أدبية من الإنجليزية والفرنسية والإيطالية إلى المجرية، منها أعمال أناتول فرانس وبي جي وودهاوس وهيو والبول.
نشر في عام 1941 كتاب «تاريخ الأدب العالمي» الذي ما يزال مرجعيا إلى اليوم، كما نشر مجلداً عن نظرية الرواية، وكتاباً عن تاريخ الأدب الهنغاري.
اختار سيرب البقاء في هنغاريا على الرغم تصاعد ملاحقة اليهود، وتجاهل أكثر من فرصة لمغادرة البلاد من توفر عدة فرص للهرب من ملاحقة اليهود، وكتب روايته الأخيرة روايته الخيالية «أوليفر السابع»، وهي عن ملك ينفّذ انقلاباً ضد نفسه ثم يضطر إلى انتحال شخصيته ذاتها، وقد نشرت الرواية عام 1942 على أنها ترجمة عن الإنجليزية لكاتب باسم مستعار هو ا ه ريدكليف (بالإنجليزية: A H Redcliff)، حيث لم يكن ممكناً آنذاك طباعة أي عمل «يهودي».
في أعوام الأربعينيات واجه سيرب عداءاً متزايداً بسبب خلفيته اليهودية، وفي عام 1943 وُضع كتابه «تاريخ الأدب العالمي» على قائمة الأعمال المحظورة، وقد خضع هذا الكتاب في الحقبة الشيوعية أيضاً للرقابة حيث نقّح الفصل المتعلق بالأدب السوفيتي، ولم يطبع في صيغته الأصلية مجدداً قبل عام 1990.
اعتقل سيرب في أواخر العام 1944 ورحّل إلى معسكر اعتقال في بالف، وقد حاول بعض مريديه إنقاذه بأوراق مزورة، إلا أنه رفض ذلك، مصرّاً على مشاركة مصير جيله. قتل سيرب في يناير 1945إذ تعرض للضرب حتى الموت هناك.
تزوج سيرب من كلارا بالينت التي توفيت عام 1992.

## أعماله
اشتهر سيرب بأعماله الأكاديمية في الأدب، ففي السنوات العشر التي سبقت الحرب العالمية الثانية كتب عملين ضخمين في النقد الأدبي يتميزان بأسلوب لامع وساخر يخاطب إلى القارئ المتعلم أكثر مما هو موجه إلى جمهور أكاديمي.
كما كتب سيرب قصصاً وروايات ما زالت تجذب انتباه جمهور القراء، فعلى سبيل المثال تجمع روايات «أسطورة بندراغون» و«رحلة في ضوء القمر» و«قلادة الملكة» في حبكاتها أهداف كل من الناقد الأدبي وكاتب الرواية. في هذه الرويات يعطي المؤلف أهمية للغرائبية والقص الما ورائي. وتدور أحداث كل من هذه الروايات الثلاث في دولة أوروبية غربية، حيث يعطي الابتعاد عن حياة المجر اليومية الكاتب حرية أكبر في تغيير أفعال شخصياته.

### أسطورة بندراغون
يقدم سيرب في روايته الأولى، أسطورة بندراغون، لقرائه تمثيلاً للمملكة المتحدة وسكانها، ففي العام الذي أمضاه سيرب في إنغلترا، ولندن بالتحديد، عثر سيرب على اتجاهات جديدة ومثيرة في اهتماماته البحثية، وكانت إنغلترا خلفية لروايته الأولى، وهي قصة بوليسية تبدأ في المتحف البريطاني وتنتهي في قلعة ويلزية. يقدم المؤلف في هذه الرواية نظرة شخص أجنبي إلى البلد، بطريقة تتفق مع نوع المحاكاة الساخرة.
يشير سيرب في مقالته «البحث عن المعجزة: الاستقصاء والإشكالية في الرواية الحديثة» إلى تفضيله الرواية الخيالية من بين الأنواع الأدبية، فهي تدمج اتفاصيل الحياة اليوميةمع أعمال خيالية البطولية يسميها «المعجزة»، وتقدم «أسطورة بندراغون» إلى للقارئ انطباعاً عن ذلك من خلال مغامرات بطل الرواية، وهو عالِم لغات هنغاري.

### رحلة في ضوء القمر
نشرت رواية «رحلة في ضوء القمر» (بالمجرية: Utas és holdvilág) عام 1937، وتدور أحداثها حول تطور شخصيتها الرئيسية «ميهالي»، وهو شاب ذكي ورومانسي طيب يسافر إلى إيطاليا مع زوجته إيرسي في رحلة شهر عسل. هناك يبوح لها بتجربة مر بها في الطفولة، فيها تلميحات لرغبات تتعلق بالجنس والموت لم تفهمها إيرسي تماما.
يؤدي هذا البوح بميهالي إلى التعرف إلى ذاته بصورة أفضل، ويقرر انه ليس جاهزا ليكون زوج إيرسي، ويتركها ليسافر لوحده في الريف الإيطالي وروما ملاحقاً خيالات صباه، ومستعيداً لروابط مع أصدقاء طفولته الذين تغير بعضهم وظل البعض كما كان، وتدور الأحداث في الفضاء الريفي الإيطالي وبين سكانه المرحين.
يحتفل سيرب في هذه الرواية بالثقافات الغرائبية الإيطاليةالتي أثرت في آلاف الكتاب في الماضي والحاضر، معبراً عن تجاربه الذاتية في إيطاليا على لسان بطل الرواية، ويتعمق في الارتباطات بين الحب والشعور بالشباب في أوساط المجتمع البرجوازي.

### البرج الثالث
كما نشر سيرب يوميات شيقة بعنوان «البرج الثالث» يسرد فيها أسفاره إلى مدن شمال إيطاليا، البندقية وبولونيا ورافينا. كما زار سيرب قبل عودته إلى المجر سان مارينو، التي تعد أقدم دولة في أوروبا، وألهمه برج مونتالي فيها بعنوان الكتاب، وتتوزع هذه المذكرات بين فقرات في وصف الأماكن وأخرى بأفكاره الشخصية.

## روابط خارجية
- قاعدة بيانات مؤسسة الكتاب الهنغارية
- مراجعة «رحلة في ضوء القمر»، على موقع omplete-review.com
- مراجعة «رحلة في ضوء القمر»، في صحيفة الغارديان
- مراجعة "أسطورة بندراغون، في صحيفة الغارديان
- مقال بقلم جيورجي بوسزلر في الحولية المجرية، خريف 2002
- مراجعة لرواية «البرج الثالث»